# کلروو (کانتون)
کلروو (به لاتین: Clervaux) یک کانتون در لوکزامبورگ است که در Diekirch District واقع شده‌است. کلروو ۳۴۲٫۱۷ کیلومتر مربع مساحت و ۱۸٬۰۸۱ نفر جمعیت دارد.